# Políkno (Jindřichův Hradec)
Políkno (německy Poliken) je vesnice, část města Jindřichův Hradec v okrese Jindřichův Hradec v Jihočeském kraji. Nachází se čtyři kilometry na jihozápad od centra Jindřichova Hradce. Políkno leží v katastrálním území Políkno u Jindřichova Hradce o rozloze 3,57 km².

## Historie
První písemná zmínka o vesnici pochází z roku 1395. V letech 1938 až 1945 byla ves v důsledku uzavření Mnichovské dohody přičleněna k nacistickému Německu.

## Obyvatelstvo
V roce 1938 zde žilo 277 obyvatel.
| Rok            | 1869 | 1880 | 1890 | 1900 | 1910 | 1921 | 1930 | 1950 | 1961 | 1970 | 1980 | 1991 | 2001 | 2011 | 2021 |
| -------------- | ---- | ---- | ---- | ---- | ---- | ---- | ---- | ---- | ---- | ---- | ---- | ---- | ---- | ---- | ---- |
| Počet obyvatel | 338  | 339  | 331  | 299  | 311  | 304  | 277  | 190  | 192  | 176  | 155  | 170  | 194  | 210  | 195  |
| Počet domů     | 44   | 45   | 45   | 47   | 46   | 46   | 50   | 53   | 45   | 46   | 44   | 60   | 63   | 68   | 74   |

## Obecní správa
Při sčítání lidu v letech 1850–1963 Políkno bylo samostatnou obcí v okrese Jindřichův Hradec. Od roku 1964 je částí města Jindřichův Hradec ve stejnojmenném okrese.

## Galerie

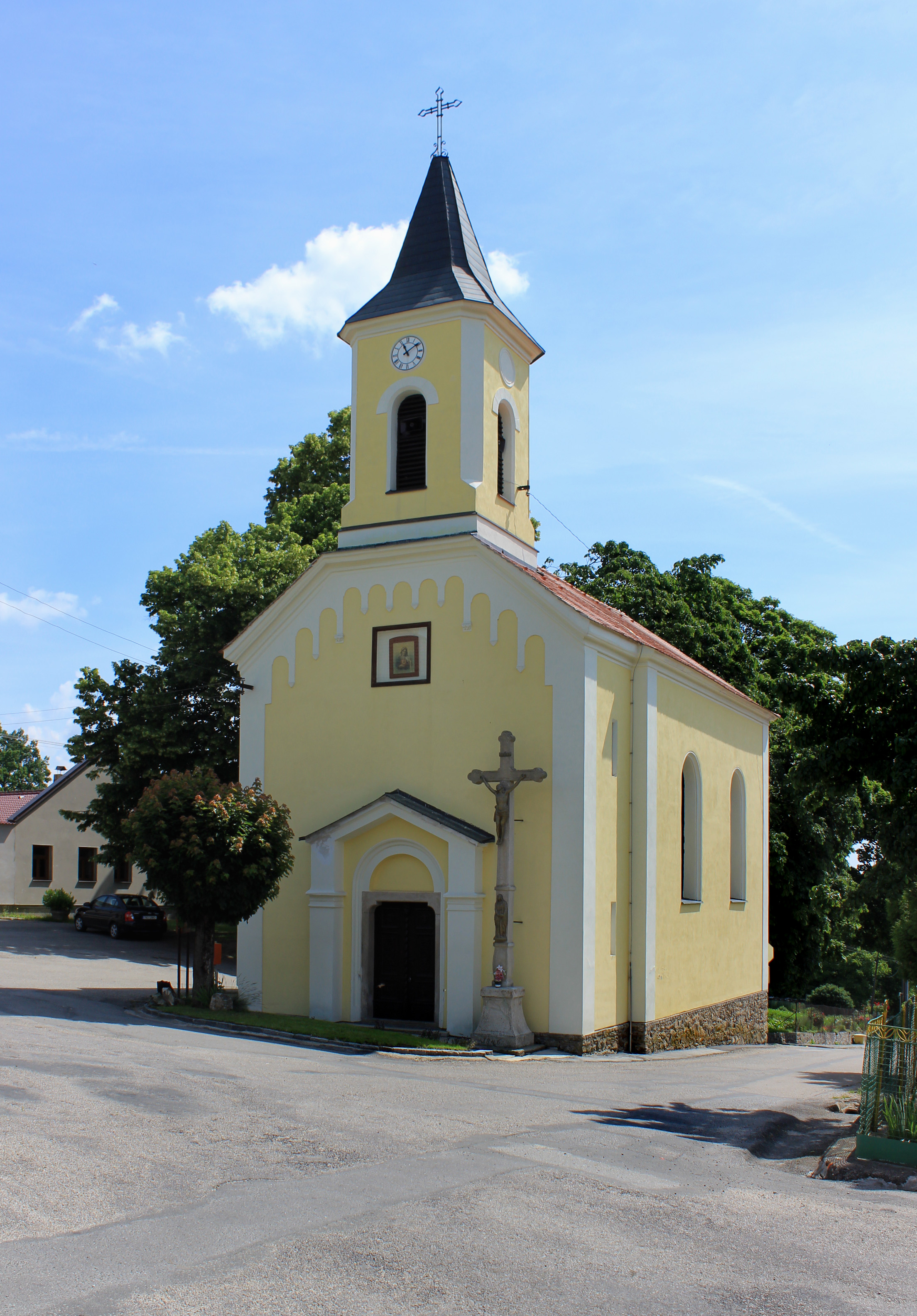
Kaple na návsi
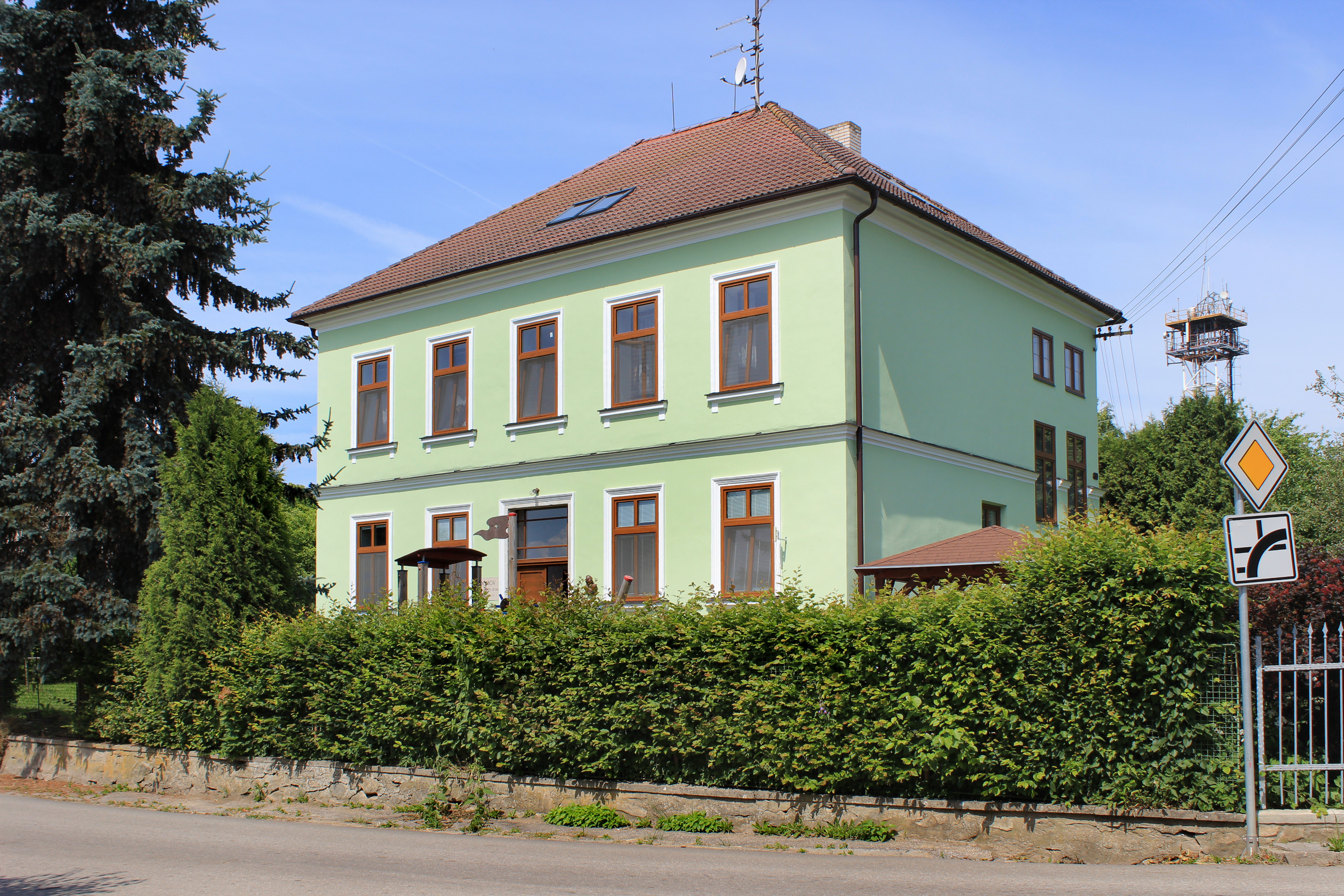
Bývalá škola
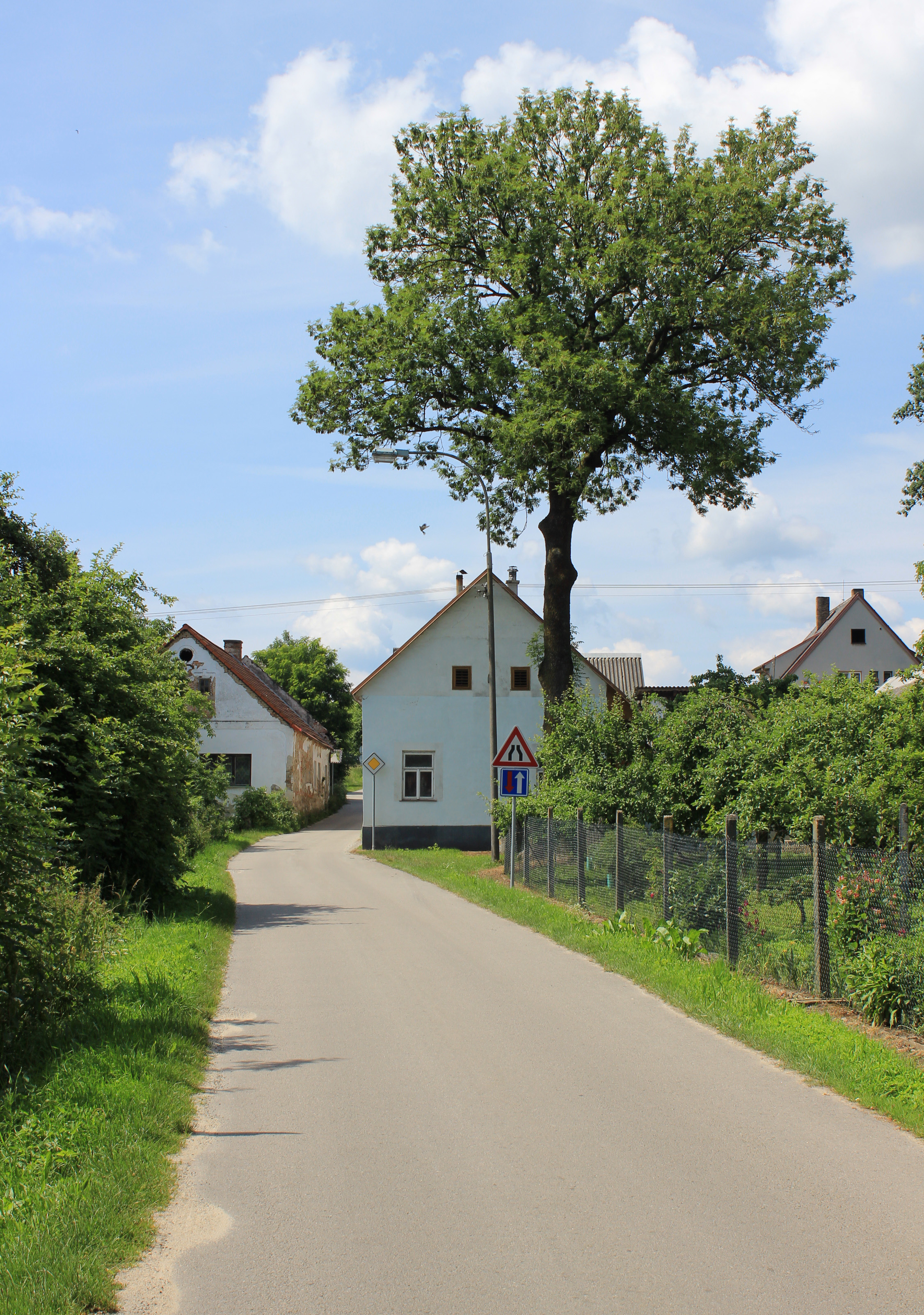
Dům čp. 10